# Tre uomini e una culla
Tre uomini e una culla è un film del 1985 scritto e diretto da Coline Serreau. La pellicola ha avuto un grande successo internazionale, anche in Italia. Vincitore di tre Premi César, fu candidato all'Oscar al miglior film straniero.
Il film è un remake del film americano La legge del cuore del 1948.

## Trama
Pierre, Michel e Jacques sono tre scapoli impenitenti che condividono un centralissimo appartamento parigino. Durante una lunga assenza di Jacques, steward di mestiere e rinomato donnaiolo, i suoi coinquilini trovano una bambina di pochi mesi di nome Marie, abbandonata davanti alla porta della loro casa da sua madre Sylvie, ex ragazza del loro amico dal quale avrebbe avuto la piccola. L'arrivo inatteso (e tutt'altro che benvenuto) cambierà completamente la vita dei tre scapestrati e forse anche di altri. Il tenero epilogo mostra la piccola cresciuta, che muove i suoi primi passi.

## Produzione
La neonata è stata interpretata da due bambine.

## Rifacimenti
A stretto giro fu realizzato negli U.S.A. un remake del film, dal titolo Tre scapoli e un bebè (1987), diretto da Leonard Nimoy ed interpretato da Tom Selleck, Steve Guttenberg e Ted Danson nei panni rispettivamente di Peter, Michael e Jack. I nomi dei tre personaggi furono praticamente tradotti dagli originali francesi, sebbene non vi sia una corrispondenza esatta tra Jacques e Jack, usato più spesso come diminutivo di John anziché di James.

## Seguito
Ha avuto un seguito intitolato 18 ans après, con gli stessi attori protagonisti. A lungo inedito in Italia, è disponibile su Netflix dal 9 giugno 2021, in lingua originale con sottotitoli.

## Riconoscimenti
- 1986 - Premio César
  - Miglior film
  - Miglior sceneggiatura
  - Migliore attore non protagonista (Michel Boujenah)